# Бранчвілл (Алабама)
Бранчвілл (англ. Branchville) — колишнє містечко в окрузі Сент-Клер, штат Алабама, США. Зареєстроване 1968 року. Громадяни проголосували за розпуск міста 2007 року, а громада була приєднана до сусіднього міста Одінвілл.

## Демографія
Станом на липень 2007 на території мешкало 995 осіб.
Чоловіків — 477 (48.0 %);

Жінок — 518 (52.0 %).
Медіанний вік жителів: 40.0 років;
по Алабамі: 35.8 років.

### Доходи
Розрахунковий медіанний дохід домогосподарства в 2009 році: $45,906 (у 2000: $40,438);
по Алабамі: $40,489.
Розрахунковий дохід на душу населення в 2009 році: $22,533.
Безробітні: 2,6 %.

### Освіта
Серед населення 25 років і старше:
Середня освіта або вище: 74,0 %;

Ступінь бакалавра або вище: 13,3 %;

Вища або спеціальна освіта: 3,7 %.

### Расова / етнічна приналежність
Білих — 788 (95.5 %);

 Латиноамериканців — 16 (1.9 %);

 Індіанців — 10 (1.2 %);

 Відносять себе до 2-х або більше рас — 7 (0.8 %);

 Афроамериканців — 3 (0.4 %);

 Інші — 1 (0.1 %).

## Нерухомість
Розрахункова медіанна вартість будинку або квартири в 2009 році: $143,466 (у 2000: $91,800);
по Алабамі: $119,600.